# I-26 (підводний човен)
I-26 — підводний човен Імперського флоту Японії, який взяв участь у Другій світовій війні та потопив легкий крейсер і 9 транспортних суден. Мав один з найбільших переможних рахунків серед підводних човнів своєї країни, посівши третє місце за загальним тоннажем.

## Передвоєнна історія
Корабель спорудили на верфі Kure Navy Yard. Човни типу B, підтипу B1 (він же клас I-15), до яких належав I-26, мали великі розміри (їх надводна водотоннажність перевищувала підводний показник океанських підводних човнів США) та могли нести розвідувальний літак або, після переобладнання, міні-субмарину для диверсійних операцій.
I-26 завершили на початку листопада 1941-го та включили до складу 4-ї дивізії підводних човнів.

## Перший похід
19 листопада 1941-го човен вийшов з Йокосуки із завданням спершу провести розвідку Алеутських островів, а після початку бойових дій спостерігати за можливим рухом американських кораблів із Сан-Франциско на Гаваї.
З 26 по 28 листопада човен через перископ провів рекогносцирування островів Атту, Киска та Адак зі складу Алеутського архіпелагу. 29 листопада таким саме методом була здійснена розвідка Датч-Гарбору (район острова Уналашка). В останньому була американська військова база, проте I-26 не виявив на ній ворожих кораблів.
На початку грудня човен прибув до району на захід від Сан-Франциско. 6 грудня було помічене судно Cynthia Olson (2300 тонн), котре прямувало з вантажем пиломатеріалів із Такоми до Гонолулу. I-26 розпочав переслідування з метою атакувати після початку бойових дій. На світанку човен зробив попереджувальний постріл, після чого команда передала радіограму про напад та спустила рятувальні човни. З I-26 випустили по Cynthia Olson 18 снарядів головного калібру, причому перший залп стався ще за 20 хвилин до сигналу про напад на Перл-Гарбор. Оскільки судно не затонуло, по ньому випустили торпеду, але не поцілили. Тоді з I-26 випустили ще 29 снарядів, проте Cynthia Olson пішло на дно вже коли човен покинув район атаки. Із 33 членів екіпажу та 2 військовослужбовців, які перебували на борту, у підсумку не вдалось врятуватись нікому. Cynthia Olson стало першим американським транспортним судном, потопленим японськими підводними човнами.
9 грудня один із підводних човнів виявив авіаносець у супроводі двох крейсерів, після чого I-26 та ще 6 човнів дістали наказ перехопити вороже з'єднання. Щоб виконати наказ, вони пішли в надводному положенні, в якому мали доволі високу швидкість, втім, наздогнати «Ентерпрайз» так і не вдалось. Під час погоні 10 грудня I-25 двічі безрезультатно атакували літаки.
14 грудня 1941-го, по завершенні погоні за авіаносцем, I-26 та ще 8 підводних човнів перенацілили для дій біля західного узбережжя Америки. I-26 мав діяти поблизу мису Кейп-Флаттері на узбережжі штату Вашингтон (дещо південніше від протоки Хуан-де-Фука, котра веде до Сіетлу). Під час перебування в цьому районі човен кілька разів помічав ворожі судна, проте через бурхливе море та обмежену видимість не зміг вийти в атаку.
11 січня 1942-го I-26 прибув на базу на атолі Кваджалейн (Маршаллові острови).

## Другий наліт на Перл-Гарбор
У січні 1942-го японське командування склало план ще одного обмеженого нальоту на Перл-Гарбор, який мали здійснити два чотиримоторні літаючі човни Kawanishi H8K «Емілі». Вони мали вилетіти з бази на атолі Вотьє (Маршаллові острови), приземлитись в районі атола Френч-Фрігейт-Шолс (дев'ятсот кілометрів на північний захід від Гонолулу) для дозаправки від підводних човнів, після чого продовжити свій рейд.
Під час підготовки операції літаки з американського авіаносця «Ентерпрайз» здійснили 1 лютого атаку на атоли Вотьє та Кваджалейн, при цьому на останньому був потоплений транспорт та пошкоджені легкий крейсер і ще кілька кораблів та суден, зокрема підводний човен I-23. I-26 стояв побіч з I-23 та спробував відкрити зенітний вогонь, проте не зміг через несправність цього озброєння. Тоді I-26 занурився до завершення нальоту. Японське командуванні наказало I-26 та ще 8 підводним човнам вийти на перехоплення ворожого авіаносця, проте це не призвело до якогось результату.
Тим часом для участі в операції проти Перл-Гарбору відібрали 5 підводних човнів. I-19, I-15 та I-26 дообладнали, розмістивши в їхніх ангарах по шість резервуарів для авіаційного палива. I-9 мала перебувати між Вотьє та Френч-Фрігейт-Шолс і виконувати функцію маяка, а I-23 повинна була провадити метеорологічну розвідку та в разі потреби забезпечувати порятунок пілотів у районі самого Перл-Гарбору.
4 березня човни-заправники прибули до Френч-Фрігейт-Шолс, причому I-19 та I-15 визначили як основні, а I-26 як резервний. Після заходу сонця до місця рандеву дістались «Емілі», котрі після дозаправки вилетіли на схід, через сім годин провели бомбардування Гонолулу та повернулись на Маршаллові острови. Хоча сама операція пройшла за планом, скинуті бомби не завдали серйозної шкоди запланованим цілям — ремонтним потужностям, де йшло відновлення пошкоджених кораблів.
21 березня I-26 прибув до Йокосуки на ремонт.

## Похід до узбережжя Північної Америки
16 травня I-26 полишив Йокосуку та попрямував до Аляски, де мав провести розвідку, після чого його завданням були дії проти ворожого судноплавства в районі Сіетлу. У цей же регіон вирушив й інший човен 4-ї дивізії I-25, котрий повинен був провести розвідку Датч-Гарбору на Алеутських островах. Інформація про наявну тут базу американського ВМФ вважалась настільки важливою, що I-26 вирушив у похід без власного літака задля можливості підібрати літак з I-25, якщо останньому не вдасться зробити це самому.
24 травня човен рекогносцирував острів Кадьяк, а через дві доби провів розвідку островів Чирикова та Сіткінак (також належать до Кадьяцького архіпелагу).
27 травня літак з I-25 здійснив свій розвідувальний політ і був підібраний власним човном-носієм (втім, запланована як відволікаюча увагу від атаки на Мідвей Алеутська операція не досягнула своєї мети, оскільки завдяки розкритим шифрам американському командуванню були відомі плани японців). Після цього обидва підводні човни попрямували в район Сіетлу, куди I-26 прибув 31 травня.
7 червня в районі за сім десятків кілометрів на захід від входу до протоки Хуан-де-Фука I-26 випустив одну торпеду та потопив пароплав Coast Trader (3286 тонн), котрий йшов з вантажем газетного паперу.
20 червня I-26 випустив 17 снарядів по радіопеленгаційній станції Хескіет та маяку Естеван-Пойнт на західному узбережжі острова Ванкувер, проте жоден із них не влучив у ціль.
30 червня човен полишив район бойового патрулювання та 7 липня повернувся до Йокосуки.
10 серпня 4-та дивізія підводних човнів була ліквідована, а I-26 перевели до 2-ї дивізії підводних човнів.

## Похід до Соломонових островів
7 серпня 1942-го союзники висадились на сході Соломонових островів, що започаткувало шестимісячну битву за Гуадалканал. 15 серпня I-26 полишив базу та попрямував у район Соломонових островів (того ж дня з Йокосуки до Океанії вирушили ще 4 кораблі зі складу тієї ж 1-ї ескадри підводних човнів — I-9, I-15, I-17 та I-26).
20 серпня підводним човнам віддали наказ перехопити виявлений авіарозвідкою ескортний авіаносець USS Long Island, котрий прямував до Гуадалканалу. Втім, було вже запізно, оскільки того ж дня з Long Island запустили 31 літак, котрі прибули на аеродром Гендерсон-Філд (був початий спорудженням японцями у першій половині липня та захоплений союзниками під час висадки на Гуадалканалі в майже готовому стані). Водночас I-26 дістався визначеної зони патрулювання лише 23 серпня.
24 серпня при спробі доставки японцями підкріплень на Гуадалканал відбулось зіткнення авіаносних з'єднань, відоме як битва при східних Соломонових островах. Хоча японське командування залучило одразу одинадцять підводних човнів, вони не змогли надати якоїсь допомоги своїм надводним силам. Уже після битви, у другій половині дня 25 та в ніч проти 26 серпня, з I-26 тричі помічали з'єднання ворожих бойових кораблів (кожного разу на підводному човні ідентифікували наявність у їхньому складі авіаносця), проте це не потягнуло за собою наслідків.

## Пошкодження авіаносця Saratoga
26 серпня I-26 та ще сім підводних човнів дістали наказ зайняти позиції на південь та схід від острова Сан-Крістобаль для перехоплення ворожих комунікацій до Гуадалканалу.
Невдовзі після опівночі 31 серпня I-26 помітив на віддалі кілька вогнів, занурився та пішов на зближення. Через якийсь час лінкор North Carolina встановив радарний контакт, після чого есмінець Farragut дістав наказ знайти підводний човен, проте не зміг упоратись із завданням. Ще за кілька годин, уже на світанку, I-26 сплив на поверхню та замість попереднього з'єднання виявив на віддалі більш ніж два десятки кілометрів великий корабель, що виявився авіаносцем Saratoga.
I-26 знову занурився та пішов на зближення на перископній глибині, проте через низьку швидкість певний час не міг зайняти положення для атаки. Втім, авіаносна група сама змінила курс та наблизилась до підводного човна на кілометр. На I-26 не змогли вчасно підготувати торпеди до атаки і авіаносець почав віддалятись, отож човен у підсумку дав залп, коли до Saratoga було вже понад 3,5 кілометра. Попереджений есмінцем про небезпеку, авіаносець почав маневр ухилення, проте все-таки був уражений однією з шести випущених торпед. Як наслідок, він втратив хід та певний час ішов на буксирі важкого крейсера Minneapolis. У другій половині дня енергетичну установку Saratoga ввели в дію, після чого корабель попрямував на острови Тонга для екстреного ремонту, а 21 вересня досягнув Перл-Гарбору, звідки вийшов у новий похід лише 12 листопада.
Можливо відзначити, що після битви при Мідвеї американці мали на Тихому океані 4 важкі авіаносці проти 3 у японців. Враховуючи, що в битві біля східних Соломонових островів був пошкоджений Enterprise (повернувся до зони бойових дій лише в другій половині жовтня), вибуття на ремонт Saratoga дозволило японським силам отримати певну тимчасову перевагу в цьому найважливішому типі бойових кораблів, котра невдовзі підсилилась після потоплення в середині вересня підводним човном I-19 авіаносця Wasp. Втім, японці так і не змогли з цього скористатися.
Після атаки I-26 занурився на глибину близько 100 метрів. Кілька есмінців встановили з ним сонарний контакт і провели контратаку глибинними бомбами, проте вона виявилась марною.
25 вересня I-26 завершив похід на сході Каролінських островів на атолі Трук, де ще до війни тут була створена потужна база ВМФ, з якої до лютого 1944-го провадились операції в цілому ряді архіпелагів.

## Другий похід до Соломонових островів
5 жовтня 1942-го I-26 вийшов з Труку та попрямував до Гуадалканалу, маючи завдання взяти участь у проведенні сюди підкріплень, котрі під прикриттям загону крейсерів мали доставити гідроавіаносці «Тітосе» та «Ніссін», а також кілька есмінців.
Під завершення 11 жовтня з I-26 помітили ворожий крейсер і занурились, готуючись до атаки, проте так і не змогли зайняти потрібну позицію. Через 1 годину та 15 хвилин після виявлення крейсера I-26 сплив на поверхню та повідомив про наявність у районі операції важких кораблів супротивника, проте через затримку в розкодуванні радіограми на Труці командувач японського загону крейсерів не був попереджений вчасно, що стало однією з причин поразки в бою біля мису Есперанс.
18 жовтня I-26 прибув до рифу Індіспенсейбл (три сотні кілометрів на південь від Гуадалканалу), де змінив I-15 у функції заправника гідролітаків. До 23 жовтня I-26 забезпечив шість разів забезпечував пальним розвідувальні літаки Aichi E13A «Джейк». 26 жовтня I-122 змінив I-26 у функції заправника.
У другій декаді листопада I-26 перебував у районі східних Соломонових островів, де в цей час сталась вирішальна морська битва при Гуадалканалі, в якій японці зазнали важких втрат. Втім, також потопили й пошкодили кілька крейсерів та есмінців союзників. 13 листопада в районі за кілька десятків кілометрів від південного виходу з протоки між островами Гуадалканал та Сан-Крістобаль I-26 зустрів групу пошкоджених американських крейсерів, котрі прямували до бази на Еспіриту-Санто (Нові Гебриди). Човен випустив дві торпеди, одна з яких влучила в легкий крейсер «Джуно» в тому ж місці, де минулої ночі він уже був уражений торпедою. Стався потужний вибух від якого крейсер затонув, з його екіпажу в шість сотень моряків у підсумку вижили лише 10 (саме на «Джуно» загинули 5 братів Салліван, після чого й запровадили правило «останнього вцілілого», яке лягло в основу подій, відомих за фільмом «Врятувати рядового Райана»).   
29 листопада I-26 повернувся на Трук, а 9 грудня досяг Йокосуки.

## Постачання та евакуація Гуадалканалу
15—20 січня 1943-го човен перейшов з Йокосуки на Трук. На цей момент японське угруповання на Гуадалканалі перебувало у важкому становищі й до його постачання залучали підводні човни, причому доводилось розробляти специфічні способи доставки вантажу в умовах протидії ворожих кораблів. 23 січня I-26 вирушив до Соломонових островів, транспортуючи «токугата-ункато» — занурюваний на кілька метрів спеціальний контейнер, який поблизу пункту призначення відчіплявся та за допомогою гвинта, що приводився у дію стисненим повітрям, викидався на берег. 28 січня поблизу мису Есперанс (північно-західне завершення Гуадалканалу) I-26 скерував «токугата-ункато» в напрямку берега, після чого занурився та полишив район (за пів години сюди вже прибули ворожі патрульні кораблі).
На той час японське командування вже вирішило полишити острів, тому дев'ятьом підводним човнам наказали сформувати «завісу» південніше від нього. Зокрема, I-26 разом з I-17, I-25 та I-176 мав патрулювати в районі острова Реннел (двісті кілометрів на південь від Гуадалканалу). Хоча дії субмарин були не надто вдалими, проте 29—30 січня японські літаки-торпедоносці поблизу Реннела вразили та потопили важкий крейсер USS Chicago. Це послаблення ворожих сил дозволило ухвалити рішення про проведення евакуації, котра завершилась 9 лютого.
11 лютого I-26 повернувся на Трук.

## Похід до Австралії
1 березня 1943-го I-26 вирушив з Труку для боротьби з ворожим судноплавством біля східного узбережжя Австралії.
Під час переходу 6 березня човен врятував 20 військовослужбовців, які опинились у воді після розгрому в битві в морі Бісмарка японського конвою, котрий намагався доправити на Нову Гвінею підкріплення до району Лае — Саламауа (у глибині затоки Хуон, що розділяє півострови Папуа та Хуон). Наступної доби I-26 висадив їх в Лае та повернувся до місця катастрофи, де 8 березня зняв з невеличкого острівця ще 54 солдати, які також були доправлені до Лае. 9 березня човен підібрав ще 40 військовослужбовців.
28 березня патрульний літак австралійських ВПС обстріляв поблизу Брисбену підводний човен, яким, ймовірно, був I-26.
11 квітня більш як за чотири сотні кілометрів на південь від Сіднею I-26 випустив три торпеди по судну Recina (4732 тонни), котре прямувало з Уайалли до Ньюкасла з вантажем залізної руди. Regina затонуло протягом лише трьох хвилин, при цьому загинуло 32 моряки. А 24 квітня на півдні Коралового моря I-26 торпедував судно Kowarra (2125 тонн), яке везло вантаж цукру з Боуена до Брисбену. Kowarra розкололось та затонуло менш ніж за хвилину, загинула 21 особа.
10 травня I-26 повернувся на Трук.

## Похід на Фідіжі
14 червня човен вирушив до району бойового патрулювання поблизу островів Фіджі.
25 червня за триста тридцять кілометрів на південний захід від Суви він намагався наблизитись до конвою, проте був атакований патрульним літаком новозеландських ВПС, котрий скинув чотири глибинні бомби. Хоча пілоти повідомили про появу плям нафти на воді, проте I-26 дістав лише незначні пошкодження.
У підсумку човен не зміг збільшити свій бойовий рахунок та 7 серпня повернувся на Трук.
Можливо відзначити наявність інформації, що метою походу до Фіджі був якийсь диверсійний захід, а інше джерело вказує на проведення літаком з I-26 розвідувального польоту над Фіджі (втім, дата цієї події зазначається як 11 вересня).

## Перший похід до Індійського океану
23 серпня 1943-го I-26 прибув до Йокосуки на ремонт, а 1 листопада був тимчасово приданий 8-й ескадрі підводних човнів, котра базувалась на Пенанг (західне узбережжя півострова Малакка) та вела бойові дії в Індійському океані. 21 листопада I-26 вийшов із Йокосуки та на початку грудня вже перебував у Малаї.
4 грудня I-26 вийшов з Пенангу, через кілька діб прибув у район Мальдівських островів, а 16 грудня спробував провести дозаправку розвідувального літального човна Kawanishi H8K «Емілі», котрий почав рейс із Андаманських островів. Втім, на момент завершення цієї операції погода зіпсувалась, і «Емілі» зазнав серйозних пошкоджень під час спроби злетіти, після чого був добитий із зенітного озброєння I-26.
Далі човен пройшов на північ Аравійського моря та 21 грудня в районі на південний схід від Карачі висадив 12 індійців, котрі підтримували прояпонський Тимчасовий уряд вільної Індії (Азад Хінд) та мали організовувати повстанський рух.
28 грудня біля східного узбережжя Аравійського півострова за кілька десятків кілометрів від острова Масіра човен випустив три торпеди по судну типа «Ліберті» Robery F. Hoke (7176 тонн), що прямувало з іранського Абадану до кенійської Момбаси. Одна торпеда влучила в ціль та завдала важких пошкоджень. Поки екіпаж покидав Robery F. Hoke, його воєнна команда вела вогонь по перископу підводного човна, утримуючи його від підйому на поверхню. У підсумку I-26 полишив місце нападу, а судно змогли відбуксирувати до Адену та потім до Суецу. Воно було визнане остаточною втратою, після чого корпус частково демонтували та перетворили на баржу.
31 січня неподалік від місця попередньої атаки човен випустив три торпеди та досяг одного влучання у танкер Tornus. Після цього I-26 використав ще дві торпеди, проте так і не зміг потопити судно. Танкер був відремонтований та використовувався до 1960 року.
2 січня 1944-го все так же біля узбережжя Оману за сто двадцять кілометрів на південь від мису Ель-Хадд (Рас-ель-Джинз, найсхідніший пункт Аравійського півострова) I-26 торпедував судно типа «Ліберті» Albert Gallatin. Після цього човен сплив та добив судно артилерією. Поки I-26 перебував на поверхні, з'явився патрульний літак та скинув на нього 4 бомби, котрі завдали лише незначних пошкоджень.
15 січня човен, який потребував певного ремонту, завершив свій похід у Сінгапурі, а 20 лютого знову прибув до Пенангу.

## Другий похід до Індійського океану
27 лютого I-26 вирушив до Аравійського моря, де на початку березня висадив західніше Карачі ще 10 прибічників Азад Хінд.
13 березня дещо менше ніж за чотири сотні кілометрів на південний захід від Карачі човен торпедував танкер H. D. Collier (8298 тонн), який прямував з Ірану до Бомбею. На судні виникла пожежа, що охопила район кормової гармати. I-26 сплив на поверхню так, що його не могли уразити з гармати, встановленої на носу, та добив танкер артилерією.
Далі I-26 підійшов до узбережжя Оману та 21 березня в районі за кілька десятків кілометрів на північний захід від острова Масіра торпедував танкер Grena (8117 тонн), який прямував у баласті з Адену до Абадану. Судно розломилось на дві частини та затонуло. Коли моряки намагались забратись у рятувальні плазасоби, I-26 сплив на поверхню та випустив два снаряди по носовій частині, яка ще трималась на воді. Снаряди впали поблизу рятувального човна, проте не завдали шкоди морякам з танкера (втім, троє членів екіпажу загинули під час торпедування та ще четверо померли пізніше від поранень).
29 березня в центральній частині Аравійського моря човен уразив трьома торпедами та потопив ще одне судно типу «Ліберті» Richard Hovey (7176 тонн). Рятувальні човни обстріляли з зенітної артилерії та кулеметів, що призвело до загибелі чотирьох моряків, після чого капітан та троє членів екіпажу були узяті в полон (ще 63 члени екіпажу підібрали інші судна, причому 38 з них провели в морі 16 діб).
18 квітня I-26 повернувся до Пенангу, а 3—15 травня здійснив перехід до Куре для ремонту.
20 червня I-26 перевели до 15-ї дивізії підводних човнів.

## Похід до Маріанських островів
У середині червня 1944-го американці висадкою на Сайпані почали операцію захоплення Маріанських островів, а невдовзі головні сили японського флоту зазнали поразки в битві у Філіппінському морі. 27 червня I-26 вийшов з Куре, маючи завдання доправити захисникам островів озброєння у транспортному контейнері типу «унпото» (в такому пристосуванні могло поміститись до 15 тонн вантажів, в тому числі 75-мм гармати та 150-мм гаубиці).
5 липня місце призначення було змінене з Сайпану на інший острів Гуам. 9 липня човен прибув у район Гуаму, котрий вже також став ціллю для обстрілів корабельною артилерією, які передували висадці десанту. Хоча при підході до острова I-26 потрапив на мілину, проте човну вдалось зійти з неї та проникнути в гавань Апра-Гарбор. Тут він передав доправлений вантаж та прийняв на борт 120 пілотів.
22 липня човен повернувся до Йокосуки.

## Участь у битві в затоці Лейте
13 жовтня I-26 разом зі ще чотирма підводними човнами (I-45, I-53, I-54 та I-56) вийшов з Японії та попрямував до східного узбережжя Філіппін, щоб узяти участь у протидії вторгненню союзників, котре очікувалось найближчим часом. 17 жовтня дійсно відбулась перша висадка, а 20 жовтня основні сили десантувалися на острові Лейте. 
24 жовтня I-26 скерували до району на південний схід від затоки Лейте, у якій японське командування збиралось дати вирішальний бій. 25 жовтня головне японське з'єднання маже досягнуло затоки, проте після бою біля острова Самар повернуло назад. Цього дня з I-26 надійшло повідомлення про виявлення чотирьох авіаносців, котре стало останньою радіограмою від цього човна.
Доля I-26 так і залишилась нез'ясованою. Можливо, він став жертвою ескортного міноносця Richard M. Rowell, який 26 жовтня провів атаку глибинними бомбами в районі за півтори сотні кілометрів на південний схід від входу до затоки Лейте. Втім, також існує версія загибелі I-26 внаслідок технічної несправності.

## Бойовий рахунок
| Дата       | Назва                             | Тип            | Тоннаж | Місце            |
| 07.12.1941 | Cynthia Olson                     |                | 2140   | 33°42'N 145°29'W |
| 07.06.1942 | Coast Trader                      |                | 3286   | 48°19'N 125°40'W |
| 13.11.1942 | Джуно                             | легкий крейсер |        | 10°33'S 161°3'E  |
| 11.04.1943 | Recina                            |                | 4732   | 37°24'S 150°19'E |
| 24.04.1943 | Kowarra                           |                | 2125   | 24°26'S 153°44'E |
| 28.12.1943 | Robert F. Hoke (остаточна втрата) |                | 7176   | 20°5'N 59°25'E   |
| 02.01.1944 | Albert Gallatin                   |                | 7176   | 21°21'N 59°58'E  |
| 13.03.1944 | H. D. Collier                     | танкер         | 8298   | 21°30'N 66°11'E  |
| 21.03.1944 | Grena                             | танкер         | 8117   | 20°48'N 59°38'E  |
| 29.03.1944 | Richard Hovey                     |                | 7176   | 16°40'N 64°30'E  |